# Sukajulu (Barusjahe)
Sukajulu is een bestuurslaag in het regentschap Karo van de provincie Noord-Sumatra, Indonesië. Sukajulu telt 1974 inwoners (volkstelling 2010).